# Le 14 più belle canzoni dedicate al Natale
Le 14 più belle canzoni dedicate al Natale è una raccolta di brani natalizi, eseguiti dal Piccolo Coro "Mariele Ventre" dell'Antoniano.
Questo cd contiene brani della tradizione natalizia, alcuni stranieri, ma con testi adattati in italiano.
L'anno di edizione è il 1999 e l'editore è Antoniano.

## Tracce
1. Anche quest'anno è già Natale
2. Bianco Natale (White Christmas)
3. Santa notte (Stille nacht)
4. Questo Natale (Last Christmas)
5. Filastrocca di Fra Martino
6. Din don dan (Jingle Bells)
7. Tu scendi dalle stelle
8. Scusa Gesù, ti do del tu (Oh Happy Day)
9. Magico Natale
10. Ninna nanna (Wiegenlied)
11. Il giorno più bello dell'anno (The most wonderful time of the year)
12. Lascia che nevichi (Let it snow)
13. Adeste fideles
14. Buon Natale in allegria